# Podișul Elbei Centrale
Podișul Elbei Centrale (în cehă Středolabská tabule) este un podiș și o mezoregiune geomorfologică a Republicii Cehe. Se află mai ales în regiunea Boemia Centrală, dar datorită dimensiunii sale, se extinde și în alte regiuni. Axa podișului este râul Elba, care îi dă numele.

## Geomorfologie

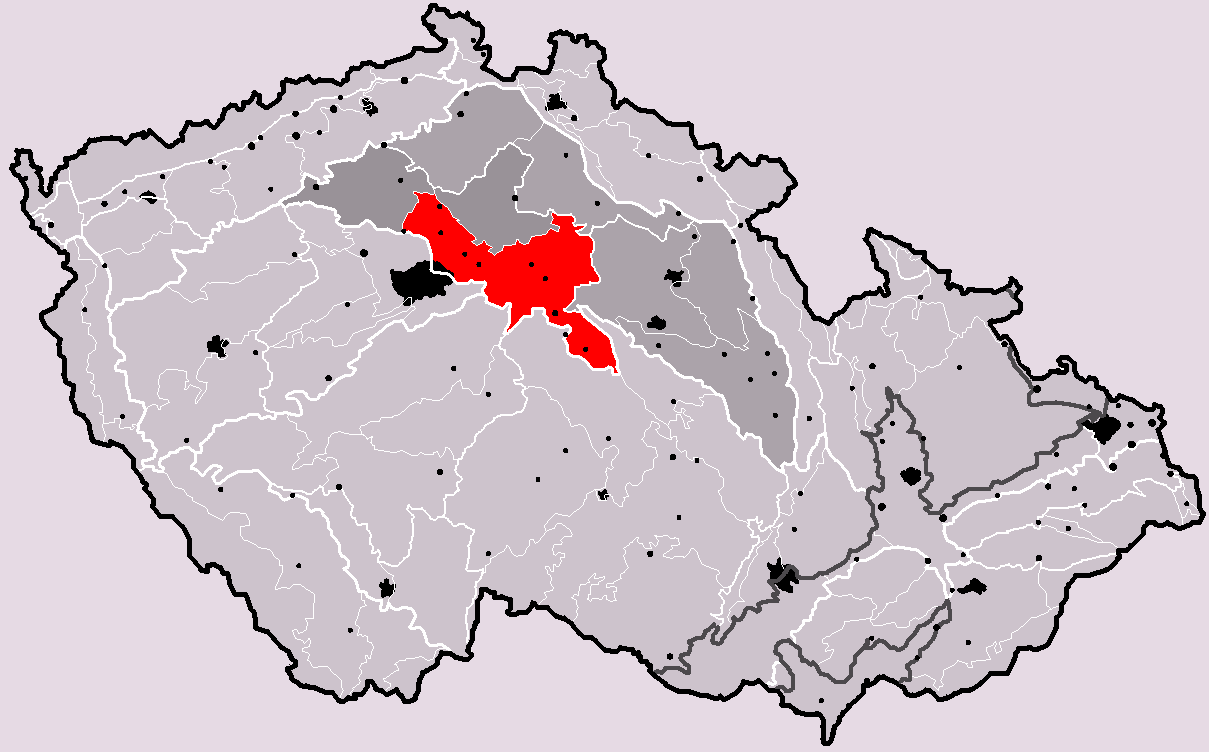
Podișul Elbei Centrale pe harta Cehiei

Podișul Elbei Centrale este o mezoregiune a Podișului Boemiei Centrale în cadrul Masivului Boemiei. Caracteristicile tipice ale peisajului sunt câmpiile inundabile ale văilor largi, terasele joase și depresiunile tectonice și de denudație. Podișul este divizat mai departe în microregiunile: Bazinul Nymburk, Bazinul Čáslav, Bazinul Mělník, Podișul Mrlina și Podișul Český Brod.

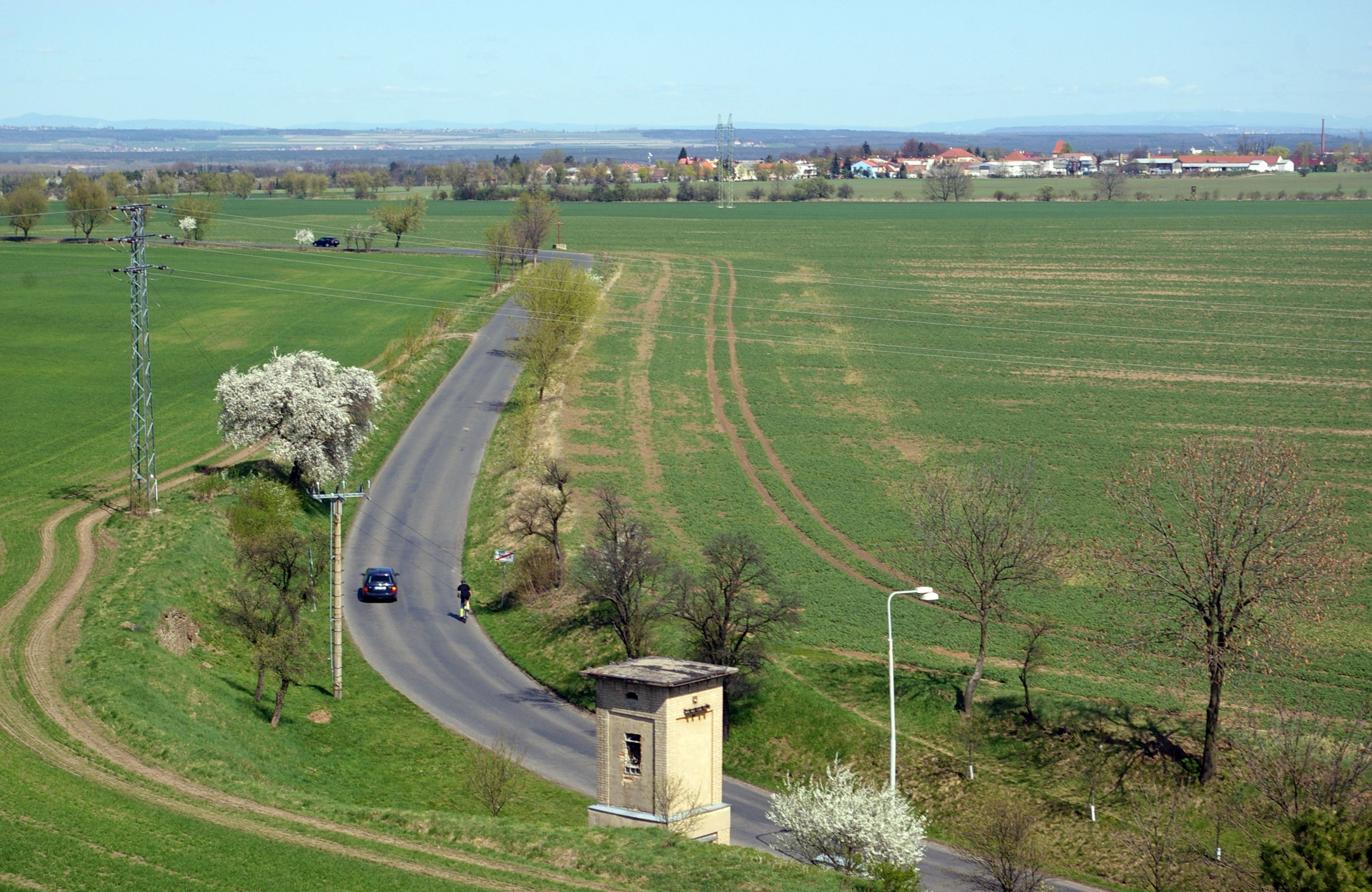
Vedere din turnul castelului Jenštejn spre Dřevčice și mai departe spre nordul Boemiei.

Datorită naturii podișului, nu există vârfuri semnificative. Cel mai înalt punct este conturul din apropierea satului Radlice din comuna Barchovice (districtul Kolín), aflat la 400 de metri deasupra nivelului mării. Cele mai înalte vârfuri sunt Dílce la 366 m (1.201 ft) deasupra nivelului mării, U Písku la 341 m (1.119 ft) și Vinný vrch la 311 m (1.020 ft).

## Geografie
Teritoriul are o formă predominant alungită de la nord-vest la sud-est. Podișul Elbei Centrale are o suprafață de 2.266 de kilometri pătrați și o altitudine medie de 215 metri. Este a șasea mezoregiune ca mărime din Cehia. Cea mai mare parte a podișului este situată în regiunea Boemia Centrală, dar se extinde și în Praga în sud-vest și în regiunile Hradec Králové și Pardubice în est. O mare parte a teritoriului se suprapune cu regiunea Polabí, care este definită informal. Axa teritoriului este pe râul Elba, în care se varsă o serie de alte râuri importante: Vltava, Jizera, Doubrava, Cidlina, Mrlina, Výrovka și Klejnárka.
Condițiile naturale adecvate au favorizat crearea mai multor așezări în Podișul Elbei Centrale. Pe lângă faptul că aici se află suburbiile nordice ale Pragăi, cele mai populate orașe de pe teritoriu sunt Kolín, Mělník, Brandýs nad Labem-Stará Boleslav, Kralupy nad Vltavou, Neratovice, Nymburk, Poděbrady, Čelákovice, Čáslav, Lysá nad Labem și Český Brod. Parțial situate în Podișul Elbei Centrale sunt Kutná Hora și Milovice.

## Vegetație
Peisajul are un caracter predominant agricol și este relativ puțin împădurit.